# Volcán Los Patos
El volcán Los Patos es un estratovolcán situado en la frontera de Chile con Argentina, cerca del paso fronterizo San Francisco, entre la Región de Atacama y la Provincia de Catamarca.
En el año 1936, en una de sus laderas se encontraron restos arqueológicos de origen inca, compuestos de dos muros de piedra de baja altura (pircas), dentro de los cuales se encontraron restos de materiales, presumiblemente usados, como parte de algún ritual.
La primera ascensión deportiva del macizo la realizó en 1937 una delegación polaca compuesta por S. Osiecki, J. Wojsznis, W. Paryski, J. Szczepanski. La mejor época para escalar la montaña va de septiembre a abril, pero teniendo siempre presente la posibilidad de inestabilidad climática producida por la influencia del invierno altiplánico.